# Gisanda
Gisanda är ett periodiskt vattendrag i Burundi.   Det ligger i provinsen Ruyigi, i den östra delen av landet, 140 kilometer öster om huvudstaden Bujumbura.
I omgivningarna runt Gisanda växer huvudsakligen savannskog. Runt Gisanda är det ganska tätbefolkat, med 90 invånare per kvadratkilometer.